# True Faith
True Faith – piosenka zespołu New Order, wydana w 1987 roku jako singel promujący album Substance 1987. Był to pierwszy utwór New Order notowany na liście Hot 100.

## Powstanie
„True Faith” był pierwszym utworem New Order, przy którego tworzeniu udział brał producent Stephen Hague. Zwrócił on uwagę zespołu po współpracy nad albumem Pet Shop Boys Please. Przed wejściem do studia zespół przygotował jedynie podstawowy schemat werbla i basu. Linia basu była zainspirowana nieznaną z tytułu piosenką, która znajdowała się na nowojorskiej kasecie będącej w posiadaniu Bernarda Sumnera.
Nagrania, których dokonano w Advision Studios, trwały dziesięć dni. W trakcie sesji podjęto również prace nad innym utworem – „1963”. Z założenia powstałe utwory miały znaleźć się na singlu, a jeden z nich także na albumie kompilacyjnym Substance 1987. Studio było nowoczesne i umożliwiało wykorzystanie sprzętu, który nie znajdował się jeszcze na rynku. Zespół wykorzystał również własny sprzęt, tj. sekwencer Yamaha QX1, syntezatory Voyetra-8 i Yamaha DX5 oraz sampler Akai S900. Hague także zapewnił własny sprzęt: sampler E-mu Emulator II oraz automat perkusyjny SP12. Początkowo zespół więcej czasu poświęcił na tworzenie „1963”, do „True Faith” programując jednocześnie końcowy pad i automat perkusyjny. Trzeciego dnia zespół wymyślił strukturę utworu trwającą około sześciu i pół minuty. W tym czasie Hague zaczął naciskać na Sumnera, aby wymyślił on tekst. Sumner spełnił tę prośbę w wynajmowanym mieszkaniu niedaleko dworca Paddington, nagrywając przy okazji wokal. Po powrocie do studia Sumner dograł partie gitarowe na Stratocasterze. Na końcu dograne zostały partie basowe i klawiszowe. Przy miksowaniu wykorzystano technologię MIDI.
Piosenka jest skomponowana w tonacji d-moll, a jej outro w tonacji G-dur.

## Treść
W wywiadzie dla magazynu „Q” w 1999 roku Bernard Sumner powiedział, że treścią „True Faith” jest uzależnienie od heroiny. Piosenka opowiada o tym z perspektywy narkomana. Sumner ponadto stwierdził, że w ostatniej chwili zmieniono fragment tekstu, zastępując na początku drugiej zwrotki słowa „they're all taking drugs with me” treścią „they're afraid of what they see”. Stało się tak po sugestii Stephena Hague'a, który uznał, że piosenka będzie miała większy potencjał bez bezpośredniego odniesienia do zażywania narkotyków.
Podczas koncertu w Reading w 1993 roku zespół zmienił początek drugiej zwrotki. Pojawiły się tam wówczas słowa: „When I was a very small boy, Michael Jackson played with me. Now that we’ve grown up together, he’s playing with my willy”. Było to odniesienie do ówczesnych podejrzeń, jakoby Michael Jackson molestował seksualnie osoby nieletnie.
Będące tytułem słowa nie znajdują się w tekście piosenki. Była to częsta praktyka New Order.

## Wydanie i odbiór
Był to czternasty singel New Order. Wydany został przez Factory Records w lipcu 1987 roku. Okładka singla przedstawia liść. Jej twórcą był Peter Saville zainspirowany tym, kiedy pewnego dnia liść spadł na przednią szybę jego samochodu.
Był to pierwszy singel New Order wydany w wielu wersjach: poza tradycyjnymi wersjami 7″ i 12″ wydano także wersję z remiksami Shepa Pettibone'a czy remiksem „Paradise” autorstwa Roberta Racica, a także CD z utworem „Evil Dust”.
Do piosenki zrealizowano teledysk wyreżyserowany przez Philippe'a Decouflé. Jest on surrealistyczną opowieścią o walce dobra ze złem. W klipie między innymi dwóch przebranych ludzi policzkuje się nawzajem w rytm perkusji. Teledysk nakręcono w Glastonbury i Paryżu.
Był to pierwszy utwór New Order, który znalazł się na liście Hot 100 – zajął na niej 32. miejsce. Piosenka była ponadto m.in. notowana na czwartym miejscu listy UK Singles Chart.

## Notowania

### Tygodniowe
| Terytorium        | Lista                                        | Pozycja | Źródło |
| ----------------- | -------------------------------------------- | ------- | ------ |
| Belgia            | Ultratop 50 (Flandria)                       | 1       | [ 7 ]  |
| Europa            | European Hot 100                             | 17      | [ 8 ]  |
| Holandia          | Single Top 100                               | 59      | [ 7 ]  |
| Irlandia          | IRMA                                         | 5       | [ 9 ]  |
| Kanada            | Canada Top Singles                           | 53      | [ 10 ] |
| Niemcy            | Media Control Charts                         | 8       | [ 7 ]  |
| Nowa Zelandia     | Recorded Music NZ                            | 4       | [ 7 ]  |
| Polska            | LP3                                          | 8       | [ 11 ] |
| Stany Zjednoczone | Billboard Hot 100                            | 32      | [ 3 ]  |
| Stany Zjednoczone | Billboard Hot Dance Club Play                | 3       | [ 12 ] |
| Stany Zjednoczone | Billboard Hot Dance Music/Maxi-Singles Sales | 10      | [ 12 ] |
| Stany Zjednoczone | Cash Box Top 100                             | 8       | [ 13 ] |
| Szwajcaria        | Schweizer Hitparade                          | 13      | [ 7 ]  |
| Wielka Brytania   | UK Indie Chart                               | 1       | [ 14 ] |
| Wielka Brytania   | UK Singles Chart                             | 4       | [ 3 ]  |

### Roczne
| Terytorium    | Lista                | Pozycja | Źródło |
| ------------- | -------------------- | ------- | ------ |
| Niemcy        | Media Control Charts | 68      | [ 15 ] |
| Nowa Zelandia | Recorded Music NZ    | 42      | [ 16 ] |

## Wykorzystanie
Piosenka pojawiła się w filmach Jasne światła, wielkie miasto (1988) oraz American Psycho (2000).

## Remiksy i covery
7 listopada 1994 roku London Records wydało singel True Faith '94, zawierający remiksy tej piosenki. Osiągnął on dziewiąte miejsce na UK Singles Chart. W 2001 roku wyłącznie w Stanach Zjednoczonych wydano kolejne remiksy jako True Faith 2001.
„True Faith” było kilkunastokrotnie coverowane, między innymi przez takich wykonawców, jak Dreadful Shadows (1995), Flunk (2004), Anberlin (2008), Lotte Kestner (2011), George Michael (2011) czy Sophie Ellis-Bextor (2014). Wersja Michaela zajęła 38. miejsca na listach Tracklisten i Single Top 100 oraz 27. na liście UK Singles Chart.